# Geoff Brown
Geoffrey "Geoff" Brown (n. 4 de abril de 1924) fue un jugador de tenis australiano que alcanzó la final del Campeonato de Wimbledon en 1946 y además tuvo buenas participaciones en dobles, alcanzando 3 finales de Grand Slam en la especialidad.

## Torneos de Grand Slam

### Individuales

#### Finalista (1)
| Año  | Torneo    | Oponente en la final | Resultado           |
| ---- | --------- | -------------------- | ------------------- |
| 1946 | Wimbledon | Yvon Petra           | 2-6 4-6 9-7 7-5 4-6 |

### Dobles

#### Finalista (3)
| Año  | Torneo                 | Pareja       | Oponentes en la final      | Resultado           |
| ---- | ---------------------- | ------------ | -------------------------- | ------------------- |
| 1946 | Wimbledon              | Dinny Pails  | Tom Brown Jack Kramer      | 3-6 6-2 6-3 3-6 6-3 |
| 1949 | Campeonato Australiano | Bill Sidwell | John Bromwich Adrian Quist | 6-1 5-7 2-6 3-6     |
| 1950 | Wimbledon              | Bill Sidwell | John Bromwich Adrian Quist | 5-7 6-3 3-6 6-3 2-6 |